# Mercury Rising
Mercury Rising is een thriller/actiefilm uit 1998 van regisseur Harold Becker. De film is gebaseerd op de roman Simple Simon van Ryne Douglas Pearson. De hoofdrollen worden vertolkt door Bruce Willis, Alec Baldwin en Miko Hughes.

## Verhaal
Simon (gespeeld door Miko Hughes), een negenjarig autistisch jongetje, kraakt in een puzzelboekje een geheime code. De code, Mercury genaamd, is in het boekje geplaatst door twee medewerkers van een geheime dienst, die zo erachter willen komen of de code echt niet gekraakt kan worden. Simon belt meteen het telefoonnummer dat hij verwerkt vindt in de puzzel, om de oplossing te melden.
Als de twee medewerkers hun baas Nicolas Kudrow (gespeeld door Alec Baldwin) inlichten dat ze gebeld zijn door de negenjarige Simon, stuurt hij een huurmoordenaar op Simon af. Wanneer de huurmoordenaar Simons ouders neerschiet en het voorval op een zelfmoord laat lijken, verlaat hij het huis zonder de negenjarige Simon hebben kunnen vinden.
Als FBI-agent Art Jeffries (gespeeld door Bruce Willis) bij de vermeende zelfmoord van Simons ouders betrokken wordt, vindt hij Simon, die zich verstopt had in een kast. Art laat Simon voor onderzoek naar het ziekenhuis brengen, waar Art ook te weten komt dat Simon autistisch is, hetgeen zijn vreemde gedrag verklaart.
Wanneer Art later in het ziekenhuis terugkomt en Simon niet op zijn kamer vindt, en erachter komt dat iemand hem probeert te vermoorden besluit Art met de negenjarige Simon te vluchten. De geheime dienst wil Simon namelijk nog steeds dood hebben. Tijdens zijn vlucht komt Art meer te weten over de code Mercury en de geheime dienst (NSA).

## Rolverdeling
| Acteur             | Personage                         |
| ------------------ | --------------------------------- |
| Bruce Willis       | Art Jeffries                      |
| Miko Hughes        | Simon Lynch                       |
| Alec Baldwin       | Luitenant-kolonel Nicholas Kudrow |
| Chi McBride        | FBI-agent Thomas 'Bizzi' Jordan   |
| Kim Dickens        | Stacey Siebring                   |
| John Carroll Lynch | Martin Lynch                      |
| Kelley Hazen       | Jenny Lynch                       |
| Lindsey Lee Ginter | Peter Burrell                     |
| Carrie Preston     | Emily Lang                        |
| Camryn Manheim     | Dr. London                        |
| Robert Stanton     | Dean Crandell                     |
| Bodhi Elfman       | Leo Pedranski                     |
| Peter Stormare     | Shayes                            |
| Kevin Conway       | Hoofd Special Agent Joe Lomax     |
| Jack Conley        | Rechercheur Jack Nichols          |
| Richard Riehle     | Edgar Halstrom                    |
| Chad Lindberg      | James                             |
| Hank Harris        | Isaac                             |
| Lisa Summerour     | Dana Jordan                       |

## Achtergrond
De film ontving vooral negatieve reacties van critici. Op Rotten Tomatoes scoorde de film 18%. Wereldwijd bracht de film in totaal $93.107.289 op.
De metalcore band From Autumn To Ashes vernoemde een van haar nummers naar de film.

## Prijzen en nominaties
In 1999 won “Mercury Rising” twee prijzen:
- Bruce Willis won de Golden Raspberry Award in de categorie slechtste acteur voor zijn rol in de film
- Miko Hughes won de Young Artist Award in de categorie Best Performance in a Feature Film - Leading Young Actor voor zijn rol in de film.